# Ћулав
Ћулав је полукружна капа од уваљане беле вуне, која се носи испод феса.
Ћулав се сматра једном од најстаријих српских народних капа, која је настала у народној средини, од домаћих материјала. Под утицајем других несловенских народа, ова капа је претрпела промене, како у изгледу, тако и у називу. Ћулав је име које је преовладало и оно је турско-персијског порекла. Ћулав је носило и хришћанско и муслиманско становништво.
Ову капу израђивали мајстори ћулахџије углавном од беле, а од 1912. године срећу се и ћулави од црне вуне. Била је купастог облика, дубине око 10 цм и пречника око 20 цм. Зими и по хладнијем времену се око ћулава обавијао бели шал, који је на једном крају имао ресе. Обавијао се три пута око капе и ушију, а затим, пресложен на четири једнака дела, још два пута преко чела и затиљка, тако да су се ресе качиле позади.
Ћулав је ношен на подручју Сјеничко-пештерске висоравни, у Поморављу, Рашкој, Косову и Метохији. Ћулав са равним дном носио се у Старој Црној Гори и Црногорским брдима и то под различитим називима.
Ношња у Србији се од ослобођења од Турака 1912. године знатно мења, тако да од овог периода ћулав полако нестаје из употребе, а прва промена се види у замени беле вуне црном. Од овог периода Срби ће чешће носити шајкачу.